# Ивченко, Валерий Михайлович
Вале́рий Миха́йлович И́вченко (20 ноября 1939, Купянск — 2 марта, 2024, Санкт-Петербург) — советский и российский актёр театра и кино. Народный артист Украинской ССР (1980). Лауреат Государственной премии СССР (1980). Народный артист Российской Федерации (1994).

## Биография
Валерий Ивченко родился в г. Купянске Харьковской области. В 1961 году окончил студию при Харьковском драматическом театре им. Шевченко, курс Б. П. Ставицкого, в 1978 году — режиссёрский факультет Киевского государственного института театрального искусства им. И. К. Карпенко-Карого, курс В. Н. Оглоблина.
В 1960—1973 годах — актёр Харьковского драматического театра им. Т. Шевченко. В 1973 году перешёл в Николаевский художественный драматический театр им. Чкалова. В 1976 году вернулся в Харьковский драматический театр, но два года спустя покинул его. В 1978—1983 годах служил в Киевском драматическом театре им. Ивана Франко.
В 1983 году Ивченко был приглашён в Ленинград (ныне — Санкт-Петербург), в Большой драматический театр, в котором служил до последних дней жизни.
В 2015 году удостоен благодарности Президента Российской Федерации.
Жизни и творчеству артиста посвящён документальный фильм «Валерий Ивченко. Дар» (телеканал «Культура», 2009).
Жена — Ивченко Ирина Марковна, врач анестезиолог-реаниматолог, кандидат медицинских наук.
Скончался 2 марта 2024 года в Санкт-Петербурге на 85-м году жизни. Похоронен на Смоленском кладбище.

## Признание и награды
- Орден Дружбы (3 мая 2018 года) — за большие заслуги в развитии отечественной культуры и искусства, многолетнюю плодотворную деятельность[8].
- Медаль ордена «За заслуги перед Отечеством» II степени (5 февраля 2009 года) — за большой вклад в развитие отечественного театрального искусства и многолетнюю плодотворную деятельность[9]
- Медаль Пушкина (13 февраля 2004 года) — за большой вклад в развитие отечественного театрального искусства[10]
- Народный артист Российской Федерации (1994)
- Народный артист Украинской ССР (1980)
- Лауреат Государственной премии СССР (1980).
- Благодарность Президента Российской Федерации (27 апреля 2015 года) — за заслуги в развитии культуры, образования, науки, подготовке квалифицированных специалистов и многолетнюю плодотворную деятельность[11].
- Специальная премия «Золотая маска» «За выдающийся вклад в развитие театрального искусства» (2020)[12].
- Лауреат художественной премии «Петрополь» (2017) — за создание документального фильма «Письма Валаамского старца»

## Театральные работы

### Большой драматический театр, Санкт-Петербург
- 1983 — «Смерть Тарелкина» А. Колкера. Постановка Г. А. Товстоногова — Тарелкин
- 1984 — «Порог» А. Дударева. Постановка Г. Егорова — Андрей Буслай
- 1985 — «На всякого мудреца довольно простоты» А. Н. Островского. Постановка Г. А. Товстоногова — Глумов
- 1987 — «На дне» М. Горького. Постановка Г. А. Товстоногова — Сатин
- 1990 — «Коварство и любовь» Ф. Шиллера. Постановка Т. Чхеидзе — Миллер
- 1991 — «Удалой молодец — гордость запада» Д. Синга. Постановка Д. Астрахана — старик Мехоун
- 1991 — «Ревизор» — Н. В. Гоголя. Постановка и оформление Г. А. Товстоногова (возобновление) — Осип
- 1991 — «Салемские колдуньи» А. Миллера. Постановка Т. Чхеидзе — Джон Хэйл
- 1992 — «Дворянское гнездо» по И. С. Тургеневу. Постановка М. Резниковича — Лаврецкий
- 1993 — «Вишнёвый сад» А. П. Чехова. Постановка А. Шапиро — Епиходов
- 1997 — «Мамаша Кураж и ее дети» Б. Брехта. Постановка С. Яшина — Полковой священник
- 1997 — «Прихоти Марианны» A. де Мюссе. Постановка Н. Н. Пинигина — Клаудио
- 1998 — «Дядя Ваня» А. П. Чехова. Постановка Г. А. Товстоногова — Серебряков (ввод)
- 1998 — «Аркадия» Т. Стоппарда. Постановка Э. Нюганена — Ричард Ноукс
- 1999 — «Борис Годунов» А. С. Пушкина. Постановка Т. Чхеидзе — Борис Годунов
- 2001 — «Таланты и поклонники» А. Н. Островского. Постановка Н. Пинигина — Нароков
- 2002 — «Дом, где разбиваются сердца» Б. Шоу. Постановка Т. Чхеидзе — капитан Шотовер
- 2003 — «Черное и красное» композиция по произведениям С. Беккета («Последняя лента Крэппа») и А. Чехова («Калхас»). Автор сценической композиции, оформления и режиссер и исполнитель — В. М. Ивченко (Малая сцена)
- 2005 — «Старик и море» Э. Хемингуэя. Инсценировка, сценография и режиссура — В. М. Ивченко — Старик
- 2005 — «Мария Стюарт» Ф. Шиллера. Постановка Т. Чхеидзе — лорд Берли, государственный казначей
- 2005 — «Квартет» Р. Харвуда. Постановка Н. Пинигина — Реджинальд Пэджет (ввод)
- 2006 — «Власть тьмы» Л. Н. Толстого. Постановка Т. Чхеидзе — Аким
- 2009 — «Дон Карлос, инфант испанский» Ф. Шиллера. Постановка Т. Чхеидзе — Филлип II, король испанский
- 2013 — «Алиса» А. Могучего, С. Носова, С. Щагиной. Постановка А. Могучего — Шляпник[13]
- 2018 — «Кроткая» по Ф. М. Достоевскому (Малая сцена). Автор инсценировки, режиссер-постановщик — В. М. Ивченко — Он

«Цена» А. Миллера —  Уолтер Франк

## Фильмография
- 1979 — Поезд чрезвычайного назначения
- 1983 — Мера пресечения
- 1983 — Последний довод королей — Пол Джирард
- 1984 — Из жизни земского врача (фильм-спектакль) — врач
- 1985 — Вариант «Зомби» — Стэннард
- 1985 — Не имеющий чина — Иван Николаевич Константинов, штабс-ротмистр
- 1986 — Гран-па
- 1986 — Игорь Саввович
- 1986 — Дом отца твоего
- 1987 — Среда обитания — Георгий Степанович Озеров, научный сотрудник исторического архива
- 1987 — Сказка про влюблённого маляра
- 1988 — Ожог
- 1988 — Прошедшее вернуть… — майор фон Шварцберг
- 1989 — Замри, умри, воскресни
- 1989 — Посещение
- 1989 — Сирано де Бержерак — граф де Гиш
- 1990 — Балаган — Сократ, пьяница
- 1990 — Рок-н-ролл для принцесс — король Крузербас
- 1990 — Супермент — Копылов
- 1990 — Адвокат (Убийство на Монастырских прудах) — Игорь Фёдорович Мыльников
- 1992 — Кооператив «Политбюро», или Будет долгим прощание — председатель кооператива
- 1993 — Трень-брень — дальтоник
- 1993 — Я — Иван, ты — Абрам — еврей-книжник
- 2001 — Времена не выбирают
- 2002 — Крот 2 — Виталий Дмитриевич, главврач психиатрической больницы (убит скинхедами в 9 серии 2-го сезона) (2-й сезон, ‡)
- 2004 — Брежнев (телесериал) — Николай Александрович Тихонов
- 2004 — Женский роман (телесериал)
- 2006 — Жизнь и смерть Лёньки Пантелеева
- 2007 — Дом на набережной
- 2009 — Варвара